# Jasmine Records
Jasmine Records – wytwórnia płytowa z siedzibą w Londynie specjalizująca się głównie w reedycjaach albumów jazzowych. Wytwórnia została założona w 1982 roku i z początku wydawała tylko płyty winylowe i kasety magnetofonowe. W 1990 roku wytwórnia wydała pierwszą płytę kompaktową.
Na przestrzeni lat w wytwórni zostały wydane reedycje albumów takich artystów jak John Coltrane, Ahmad Jamal, Johnny Hodges, Duke Ellington, Tony Scott, Ella Fitzgerald, Peggy Lee czy Quincy Jones.